# Leksell Social Ventures
Leksell Social Ventures AB (LSV) är ett svenskt socialt investeringsbolag. Bolaget finansierar skalbara, ekonomiskt hållbara och mätbara initiativ som löser sociala samhällsproblem. 
Verksamheten blev uppmärksammad som Årets Välfärdsförnyare 2016, en utmärkelse utdelad av tidningen Dagens Samhälle under Stora Samhällsgalan. LSV fick utmärkelsen tillsammans med Norrköpings kommun för innovationen socialt utfallskontrakt för finansiering av innovation i offentlig sektor.

## Historia
Leksell Social Ventures grundades 1 maj 2014 med Laurent Leksell som styrelseordförande. Han var då styrelseordförande för Stockholms stadsmission 
2016 genomförde bolaget sin första finansiering, Sveriges första sociala utfallskontrakt tillsammans med Norrköpings kommun. 2017 genomförde bolaget sin andra finansiering, en garanti och ett villkorslån till Järvaskolan i Kista utanför Stockholm.

## Verksamhet
Leksell Social Ventures bedriver social investeringsverksamhet genom att kombinera ett idéburet syfte att förbättra omständigheterna kring samt direkt påverka sociala samhällsproblem genom metoder lånade från den professionella finansindustrin, näringslivet i stort och entreprenörskap i synnerhet.
Bolaget finansierar bland annat: aktieinvesteringar, villkorslån, garantier och sociala utfallskontrakt.